# Theodor van der Schuer
Theodor Cornelisz van der Schuer (Schuur), född 1634 i Haag, död i december 1707 i Haag, var en nederländsk målare och direktör för konstakademien i Haag.
Schuer utbildade sig i unga år för Sébastien Bourdon och medföljde honom som ateljébiträde till drottnings Kristinas hov i Stockholm 1653. Av slottsräkenskaperna framgår att van der Schuer hämtade målardukar för Bourdons räkning. Senare kom han i Kristinas tjänst i Rom där han var verksam fram till 1665. Efter att han hölls fängslad i Rom anklagad för att ha författat och läst upp en smädedikt riktad mot de franska konstnärerna återvände han till Nederländerna. Karl Erik Steneberg har förmodat att Schuers som var lärjunge till Bourdon inte utförde några självständiga arbeten i Sverige men då Bourdons stora produktion visar ojämnheter i porträttens utförande är det troligt att Schuer målat vissa av porträtten. Under sin tid i Nederländerna blev han känd som en framstående målare av plafonder, dörröverstycken i offentliga byggnader i Haag, Leiden, Maastricht och andra orter. Schuer finns representerad vid museer i Haag och Leiden samt Albertinamuseet i Wien.    